# Régiment de tirailleurs sénégalais de Guinée
« Bataillon de tirailleurs sénégalais no 4 » redirige ici. Pour les autres significations, voir 4e bataillon.
Le régiment de tirailleurs sénégalais de Guinée (RTSG) est une unité militaire des troupes coloniales françaises, chargée de la défense de la Guinée française en Afrique-Occidentale française. Unité formant corps, il existe sous divers noms de 1907 à 1946, en général comme bataillon.

## Différentes dénominations
- 1er janvier 1907 : formation du bataillon de Guinée[1]
- 1er avril 1907 : devient 1re, 2e et 3e brigades indigènes[1]
- 1er janvier 1915 : recréé comme bataillon de Guinée[1]
- 1er octobre 1919 : renommé bataillon de tirailleurs sénégalais no 4[1],[2]
- 2 septembre 1939 : renommé 4e bataillon mobile de tirailleurs sénégalais[1]
- 1er avril 1940 : reprend son nom de bataillon de tirailleurs sénégalais no 4[1]
- 1er octobre 1940 : renommé régiment de Guinée[1]
- 1er novembre 1940 : renommé régiment de tirailleurs sénégalais Guinée[1]
- 1er janvier 1944 : renommé bataillon de tirailleurs sénégalais no 2[1]
- 1er novembre 1944 : renommé bataillon de tirailleurs sénégalais de Guinée[1],[N 1]
- 1er juillet 1946 : renommé bataillon autonome de Guinée[1]
- 1er janvier 1948 : dissous, se dédouble en bataillon autonome de Basse-Guinée et bataillon autonome de Haute-Guinée (ce dernier reprenant le nom bataillon autonome de Guinée de 1950 à 1955)[1]

## Chefs de corps
- 1945 : colonel Sasias[1]

## Historique des garnisons et opérations
Le bataillon est créé à partir de trois compagnies du 1er régiment de tirailleurs sénégalais déployées à la frontière du Liberia et en pays coniagui, avec dépôt à Conakry. Il est rapidement remplacé par des brigades indigènes commandées par des officiers hors-cadres.
Lors de la Première Guerre mondiale, le bataillon fournit une compagnie à la colonne Molard chargée de réprimer autour de Dédougou l'insurrection en Haute-Volta.
Dans l'entre-deux-guerres, la portion centrale du bataillon est à Kindia,,,,. Le bataillon compte quatre compagnies,,,.

## Insigne
Réalisé en 1940, l'insigne est homologué en 1945. Il présente un écu avec les côtes de la Guinée chargé d'une tête de Guinéen avec une coiffe traditionnelle.